# Ethan A. Hitchcock (general)

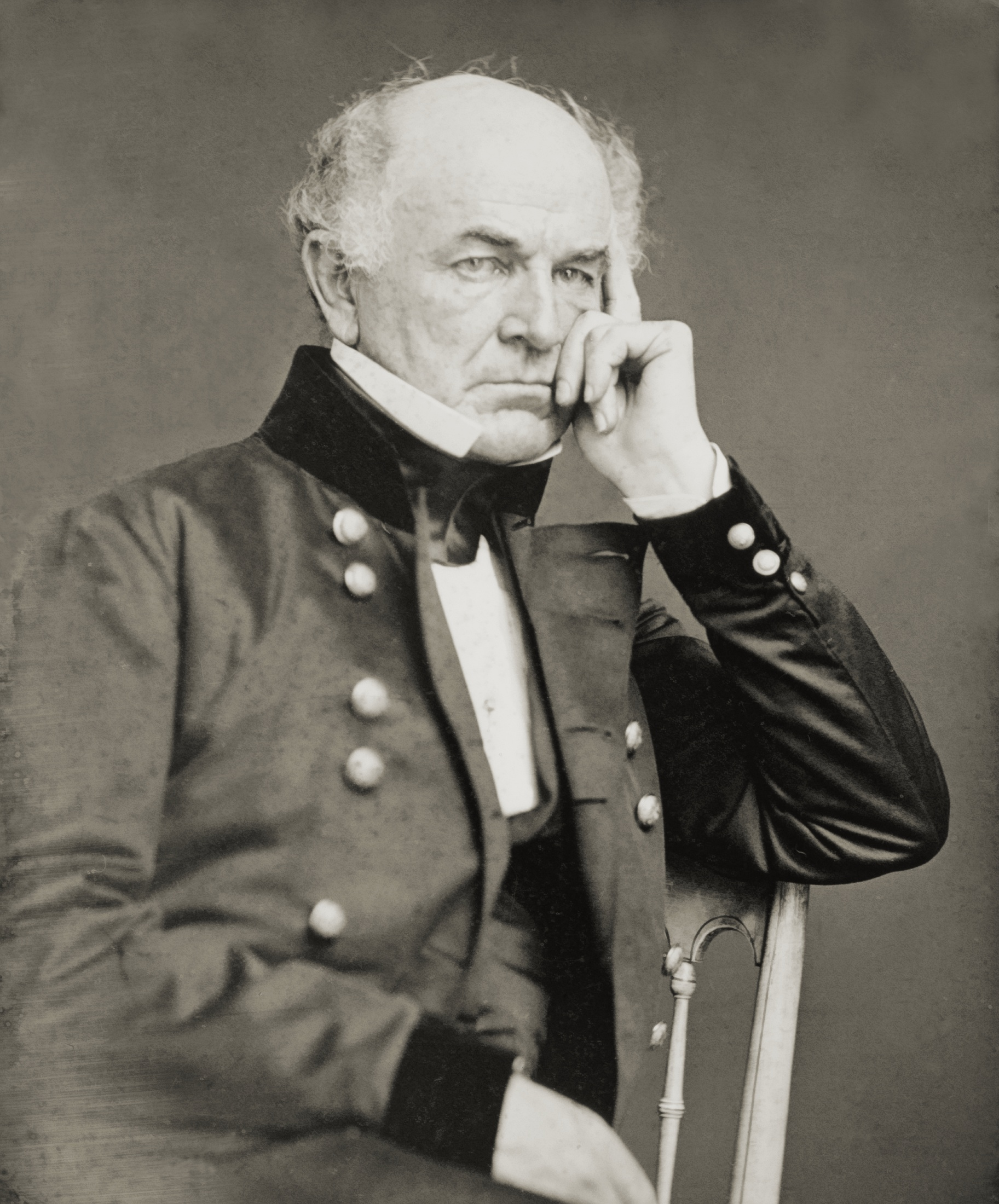
Ethan Allen Hitchcock.

Ethan Allen Hitchcock, född 18 maj 1798 i Vergennes, Vermont, död 5 augusti 1870 i Sparta, New York, var en amerikansk general.
Hitchcock utexaminerades 1817 från United States Military Academy. Han befordrades 1842 till överstelöjtnant. Han tjänstgjorde som generalinspektör under general Winfield Scott i mexikanska kriget. Han tjänstgjorde från och med 1851 som överste i andra infanteriregementet. Hitchcock avgick 1855 efter att krigsministern Jefferson Davis hade vägrat en fyra månader lång tjänstledighet som han hade sökt av hälsoskäl.
Hitchcock ville återvända i tjänst i början av amerikanska inbördeskriget men först vägrades hans ansökan. Efter att Winfield Scott hade rekommenderat honom fick Hitchcock 1862 ett uppdrag som rådgivare åt krigsministern. Han befordrades till generalmajor. Han fick senare ansvaret över krigsfångarna.
Hitchcock var Rosenkreuzare. Han spelade flöjt och hans omfattande flöjtmusiksamling bevaras vid Florida State University. Han var dessutom en boksamlare med speciellt intresse för böcker som hade med alkemi att göra. Hans boksamling bevaras vid University of Missouri–St. Louis. I samlingen ingår över 250 alkemiska böcker.
Hitchcock publicerade flera verk, bland annat boken Swedenborg. a Hermetic Philosopher, 1858.